# Armando Espitia
Armando Espitia (Cidade do México, nascido em 1991) é um ator mexicano de cinema, teatro e televisão. Ele é conhecido por seus papéis no filme Heli (2013), Nuestras Madres (2019) e I Carry You With Me (2020).

## Juventude e educação
Nascido na Cidade do México, iniciou sua formação artística em 1995 na Orquestra Sinfônica Juvenil Blas Galindo, onde estudou violino até 2000. Em 2006 cursou o curso integral de atuação (LARTES) com Jaime Soriano e em 2008 com Rocía Belmont e Víctor Carpinteiro o workshop de iniciação à atuação. Em 2012 foi bolseiro do Festival Internacional Manuel de Falla para frequentar o workshop de Dança Inclusiva com as coreógrafas Esmeralda Valderrama, Susana Alcón e Panaibra Gabriel. Após realizar 3 workshops de dança, ingressou na carreira de ator no Centro Universitário das Artes.

## Carreira
Durante o segundo semestre da graduação abandonou os estudos para estrelar seu primeiro filme, Heli, dirigido por Amat Escalante, que ganhou o prêmio de Melhor diretor no Festival de Cannes 2013. Em 2019, ele protagonizou Nuestras Madres que ganhou o Caméra d'Or no Festival de Cannes 2019.
Em 2020, estreou o filme I Carry You with Me (Te Llevo Conmigo), onde recebeu elogios da crítica e indicações ao Imagen Award e Prémio Ariel de melhor ator.
Ele esteve no elenco das séries de televisão mexicanas como El Recluso, Diablo Guardián e estreou na televisão americana com a série Texas Rising.
Ele fundou a companhia de teatro Conejo con prisa junto com outros jovens atores e estrelaram a peça Manzanas co-produzida por FONCA, INBA e Sistema de Teatros de la Ciudad de México.

## Vida pessoal
Ele é assumidamente gay e ativista dos direitos LGBT no México.

## Filmografia

### Filmes
| Ano  | Título                                 | Personagem |
| ---- | -------------------------------------- | ---------- |
| 2013 | Heli                                   | Heli       |
| 2014 | Los Bañistas                           | Pedro      |
| 2016 | Bombay                                 | Armando    |
| 2017 | Ayúdame a pasar la noche               | Giovanni   |
| 2019 | Nuestras madres                        | Ernesto    |
| 2020 | Fuego Adentro                          | Andrés     |
| 2020 | Escuela para Seductores                | Luis       |
| 2020 | I Carry You with Me (Te Llevo Conmigo) | Ivan       |
| 2021 | 90 días para el 2 de julio             | Luis       |

### Televisão
| Ano  | Título              | Personagem |
| ---- | ------------------- | ---------- |
| 2015 | Texas Rising        | Ubaldo     |
| 2016 | Hasta que te conocí | Eder       |
| 2018 | Diablo Guardián     | Lerdo      |
| 2018 | El Recluso          | Bocinas    |

## Prêmios e indicações
| Associações                           | Categoria                    | Nomeações           | Resultado |
| ------------------------------------- | ---------------------------- | ------------------- | --------- |
| 2020 Imagen Awards                    | Melhor Ator - Longa-Metragem | I Carry You with Me | Indicado  |
| 2021 Latino Entertainment Film Awards | Melhor Ator                  | I Carry You with Me | Indicado  |
| 2021 Prémio Ariel                     | Melhor Ator                  | I Carry You with Me | Indicado  |
| 2021 Canacine Awards                  | Melhor Ator                  | I Carry You with Me | Indicado  |